# Hakan Şükür
Hakan Şükür, född den 1 september 1971 i Adapazarı i Turkiet, är en turkisk före detta fotbollsspelare (anfallare), som gjorde 51 mål på 112 landskamper för det turkiska landslaget. Han är det turkiska herrlandslagets bästa målskytt genom tiderna.
Şükür är mest känd för tiden då han spelade i Galatasaray, vilket han gjorde i åtta säsonger på 1990-talet. 2000–2002 spelade han för Inter Milan, varefter han tillbringade en kortare tid hos Parma FC och Blackburn Rovers innan han återvände till Galatasaray 2003.
Under matchen om tredjeplats i fotbolls-VM 2002 mot Sydkorea gjorde han det snabbaste målet någonsin i en VM-match, då han utnyttjade ett misstag av en koreansk spelare omedelbart efter avspark. Målet kom 11 sekunder in i matchen som slutade med seger till Turkiet (3–2).
Şükür brukar kallas för Mannen som satte turkisk fotboll på världskartan. Efter hans framgångar som ung var många lag intresserade av honom, men han valde just Galatasaray för att kunna tillbringa mer tid med sin familj.
Han bor numera i USA och försörjer sig genom att köra Uber.